# 华民股份
湖南华民控股集团股份有限公司，簡稱湖南华民控股集团（英語：Hunan Huamin Holdings Co.,Ltd，深交所：300345，简称：华民股份），是一间位于中国湖南省长沙市的制造业上市公司，於1995年由朱紅玉（董事長）创立，前身為“湖南红宇耐磨新材料股份有限公司”及「湖南紅宇耐磨新材料有限公司」。现时总部位于湖南省长沙市金洲新区金沙西路068号。
現時業務为在國內經營从事球磨机的技术研发、生产与销售，及智慧城市、智慧路灯、安防监控、网络集成系统、互联网技术等的开发、销售与服务。
该司股票招股價為17.2元人民幣，發行新股為2400萬股，而集資額為4.13億元人民幣。2012年8月1日，该司股票於深交所創業板上市。
2020年6月24日，湖南红宇耐磨新材料股份有限公司发布公告，指公司将更名为湖南华民控股集团股份有限公司，并将证券简称由“红宇新材”变更为“华民股份”，以适应该司转型需要。7月14日，该司正式完成名称变更工作。

## 連結
- ChinaHongyu.cn（页面存档备份，存于）